# Нарымский уезд
Нары́мский уе́зд (в XIX веке известен как — Нарымский край) — административно-территориальное образование, сложившееся в конце XVI века. Известен как уезд в составе Томской губернии (с 1804 по 1822 и с 1917 до 1925). Административный центр: до образования Томской губернии (1804) — село Кетское (крепость Кетск, затем — село/город/село Нарым и село Тогур); при новом образовании уезда в 1917 году — село (ныне — город) Колпашево (с 1922).

## Краткое описание
Уезд существовал ранее создания Томской губернии: был в начале XVII веков в составе Тобольского разряда, позднее в том же веке в составе Томской области Сибирского Царства. В 1822 году уезд был упразднён, а его волости были включены в состав Томского уезда.
В июне 1932 года территория Нарымского края вошла в состав Северного округа ЗапСиб-края, который вскоре был переименован в Нарымский округ. Земли уезда (округа) с августа 1944 года являются северной частью Томской области.

## История
- С 1600 — Нарымский уезд Тобольского разряда, административный центр — крепость Кетск[источник не указан 1724 дня].
- С 1629 — Нарымский уезд Томского разряда, в который также входили Енисейский, Кетский, Красноярский, Кузнецкий, Томский и Сургутский уезды[4].
- С 1708 — Нарымский уезд Сибирской губернии.
- С 1719 — Нарымский уезд Тобольской провинции Сибирской губернии.
- С 1724 — Нарымский уезд Енисейской провинции Сибирской губернии.
- С 1726 — Нарымский уезд Тобольской провинции Сибирской губернии.
- С 1764 — Нарымский уезд Тобольского генерал-губернаторства Сибирского царства.
- С 1782 — Нарымский уезд Томской области Тобольского наместничества. В Томскую область также вошли Ачинский, Енисейский, Канский, Томский и Туруханский уезды[4].
- С 1796 по 1804 — Нарымский уезд Томской области Тобольской губернии[4].
- С 1804 по 1822 — Нарымский уезд Томской губернии[2][4].
- С 17 (30) июня 1917 —  Тогурский (Нарымский) уезд Томской губернии[5][4].
- 11 июля 1925 года Нарымский уезд был ликвидирован и на его территории образовано 4 района[1].
- С 1932 — Северный (Нарымский) округ Западно-Сибирского края[4].[6]

## Известные жители
И. Д. Асташёв — крупнейший томский предприниматель-золотопромышленник и меценат, родился и жил в Нарыме (1796—1809).